# Pico Toledo
Pico Toledo är en bergstopp i Antarktis. Den ligger i Västantarktis. Argentina, Chile och Storbritannien gör anspråk på området. Toppen på Pico Toledo är 1 608 meter över havet.
Terrängen runt Pico Toledo är platt åt nordväst, men åt sydost är den kuperad. Trakten är obefolkad. Det finns inga samhällen i närheten.